# Quad-bike

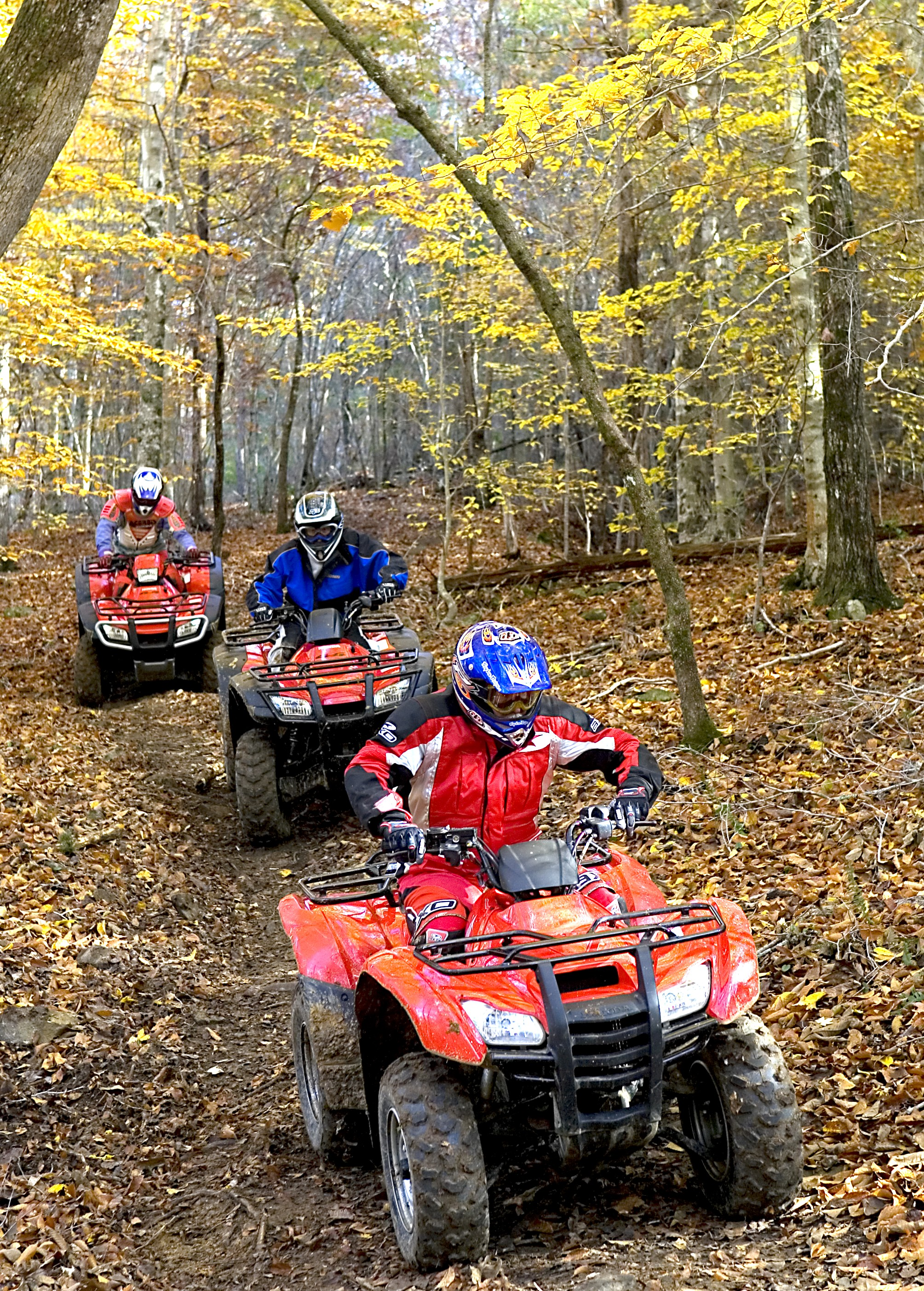
Alcuni quad in azione

Il quad-bike, anche detto quad (pron. [ˈkwɔd]), è un quadriciclo fuoristrada.

## Storia
Concettualmente derivati dagli ATV prodotti negli anni sessanta e settanta, i quad furono pensati per il trasporto di persone e cose su percorsi di fuoristrada, particolarmente difficili e accidentati, quali mulattiere o greti di torrenti. Rispetto agli ATV, i quad hanno in seguito perduto le caratteristiche più estreme, come le anfibie, guadagnando però in leggerezza e maneggevolezza sul terreno.
In campo motociclistico, i quad possono essere ricondotti ai sidecar militari con due ruote motrici, già prodotti negli anni trenta da case europee come BMW, Gilera e Zündapp, oppure al Mulo Meccanico, prodotto nel secondo dopoguerra dalla Moto Guzzi.
Il primo quad, propriamente detto, è stato il Suzuki Quadrunner LT 125, presentato nel 1983 e principalmente destinato al mercato statunitense.
La produzione dei quad si può grossolanamente suddividere in due gruppi, quello dei quad Sportivi e quella dei quad di utilità, (Utility), esiste inoltre una gamma produttiva di mezzi definibili "ibridi", cioè mezzi di utilità con prestazioni di ispirazione maggiormente sportiva, che sono detti di Sport-Utility.
Il grosso della produzione è nelle gamme di Utility e di Sport-Utility.

## Tipologie

### I Quad Sportivi

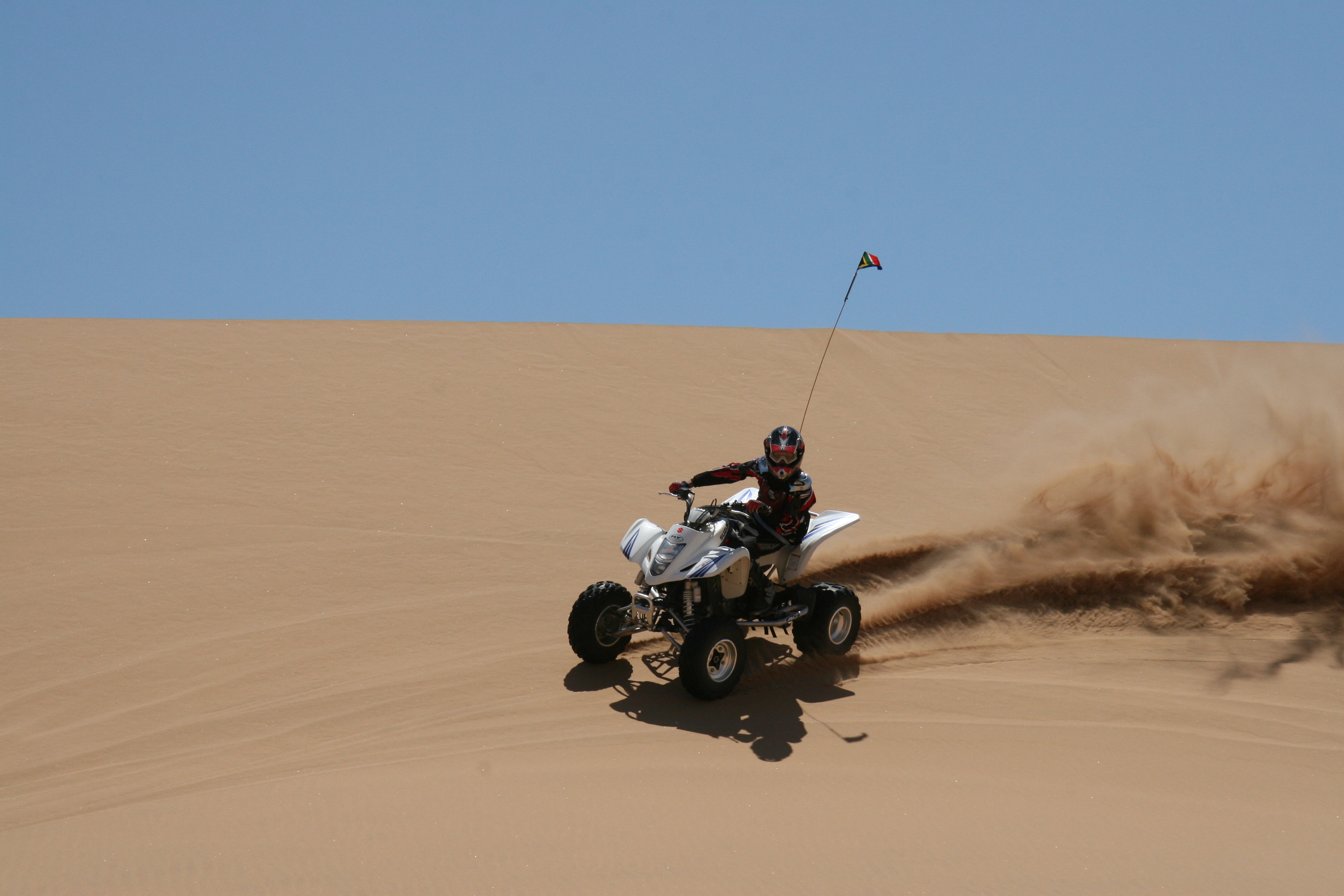
Esempio di quad sportivo

Si differenziano per avere la trazione solamente sulle ruote posteriori e il tipo di trasmissione è solitamente a catena, la maggior parte dei quad sportivi sono inoltre dotati di cambio manuale. Sono adatti per terreni sterrati veloci o asfalto (se dotati di pneumatici stradali).

### I Quad Utility

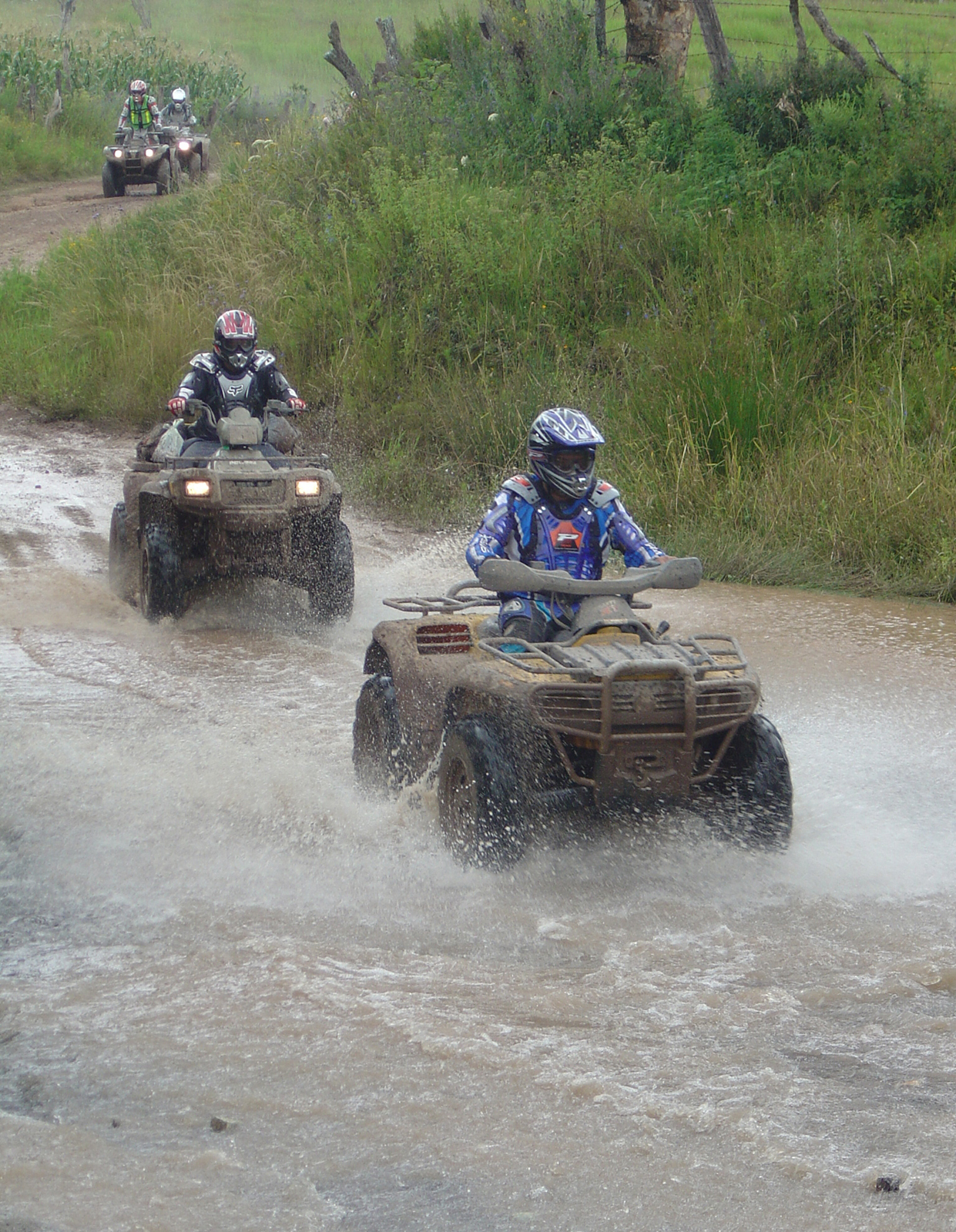
Quad Utility in azione

Si differenziano per avere la trazione sulle quattro ruote (inseribile) marce veloci e ridotte, il tipo di trasmissione più usato è quella a cardano perché ha bisogno di meno manutenzione rispetto alla trasmissione a catena, la maggior parte degli utility è inoltre dotato di blocco del differenziale anteriore al 100%, sia manuale sia automatico, non si ha ripartizione differenziale sull'asse posteriore. Altra importante differenza con i quad sportivi sta nelle sospensioni, che negli utilty è indipendente sulle quattro ruote, mentre la maggior parte degli sportivi ha solo le sospensioni indipendenti anteriori.
Il cambio è quasi sempre automatico a Variatore CVT, questo permette di sfruttare meglio la potenza in fuoristrada puro, visto che il cambio a variatore consente di avere rapporti pressoché infiniti e quindi il motore viene sempre sfruttato al massimo della sua coppia motrice per superare pendenze elevate o passaggi su fondo molto dissestato, hanno solitamente, da un minimo di 50cc a un massimo di 1000cc, una cilindrata piuttosto alta, è infine possibile dotarli dei più svariati accessori, come verricello, pale da neve, spargisale, tagliaerba ecc. Sono specificatamente previsti per fuoristrada puro, hanno inoltre una capacità di guado che varia tra i vari modelli, e può arrivare anche a un metro. È possibile inoltre immatricolare alcuni quad utility anche come mezzi agricoli.

### I Quad Sport-utility

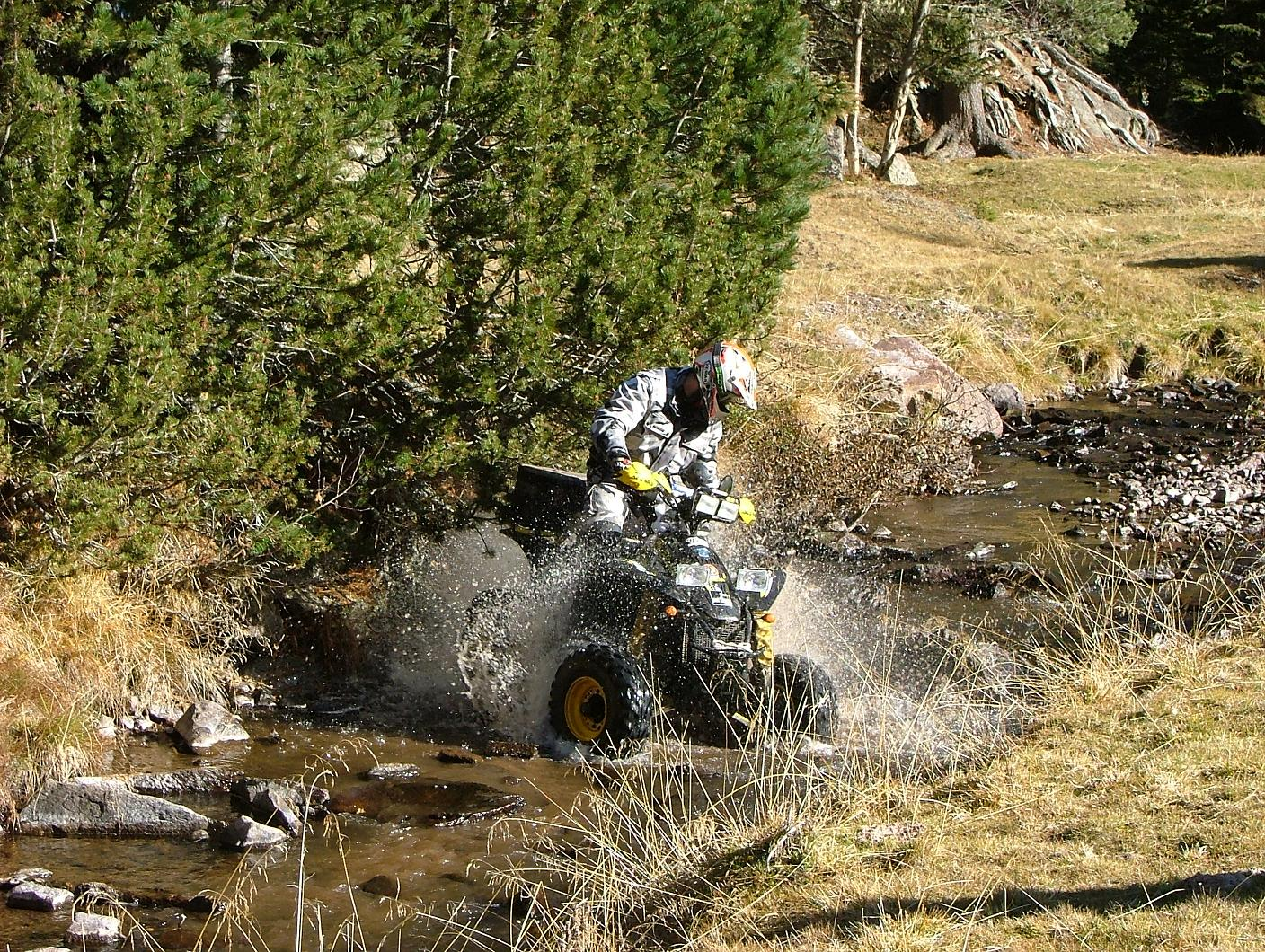
Polaris Scrambler in un torrente

Sono quad nati per soddisfare le esigenze di chi non disdegna né il fuoristrada medio-difficile né la conduzione veloce su sterrato agevole, hanno la trazione sulle quattro ruote (inseribile), alcuni hanno anche le marce ridotte. La trasmissione può essere a cardano o a catena, la cilindrata va dai 50cc ai 1000cc.